# ديف غارنت
ديف غارنت (بالإنجليزية: Dave Garnett)‏ هو لاعب كرة قدم أمريكية أمريكي، ولد في 6 ديسمبر 1970 في بيتسبرغ في الولايات المتحدة.

## وصلات خارجية
- ديف غارنت على موقع مرجع كرة القدم المحترفة.كوم (الإنجليزية)
- ديف غارنت على موقع JustSportsStats.com (الإنجليزية)